# Kletkamp
Kletkamp ist eine Gemeinde im Kreis Plön in Schleswig-Holstein.
Grimmelsberg, Hähnersaal, Hohenredder, Ludwigshof, Schoolbrook und Ziegelei liegen im Gemeindegebiet. Besonders geprägt wird der Ort durch die zum Gemeindegebiet gehörigen Güter Kletkamp und Großrolübbe.

## Gut Kletkamp

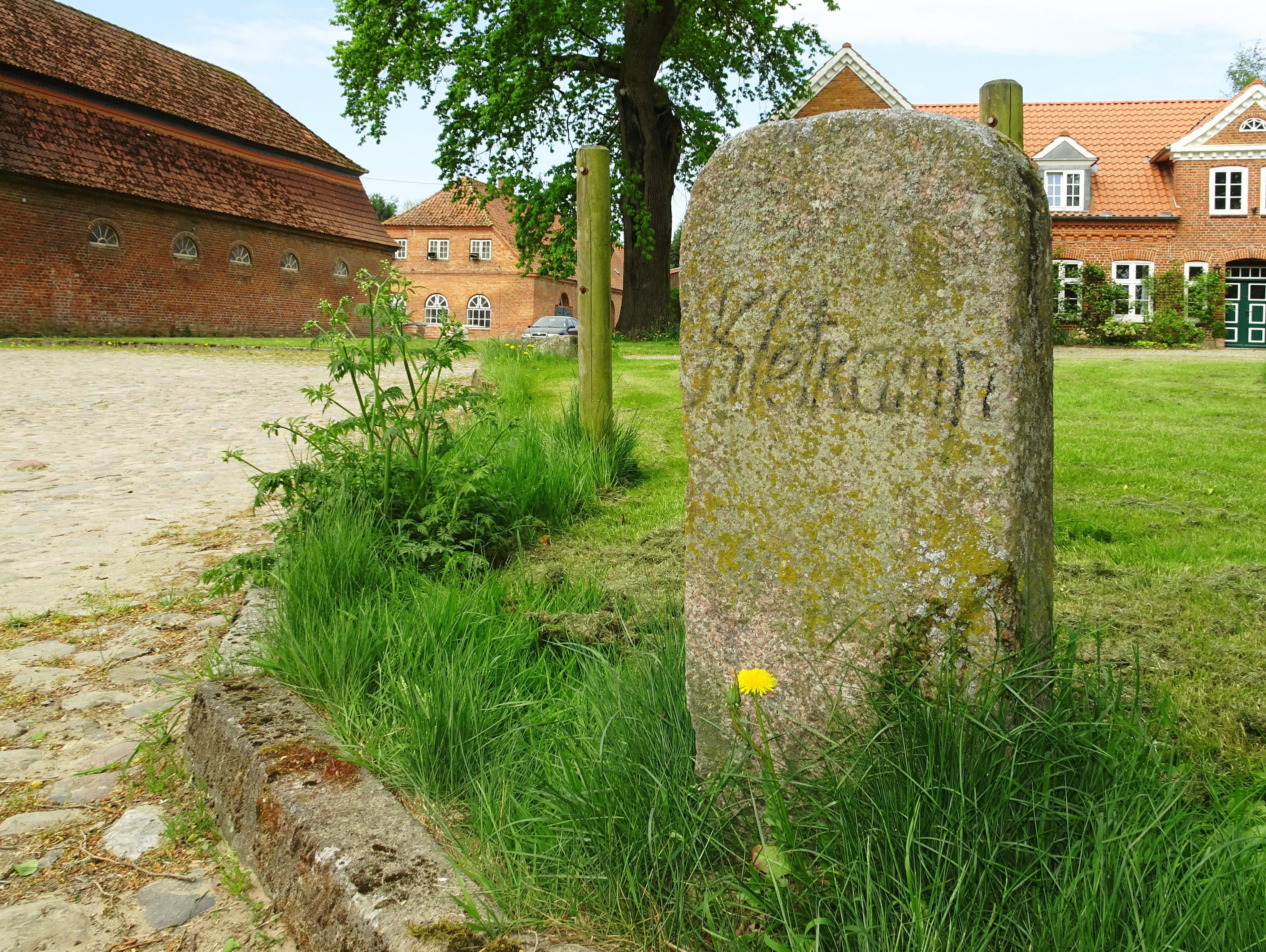
Stein am Eingang

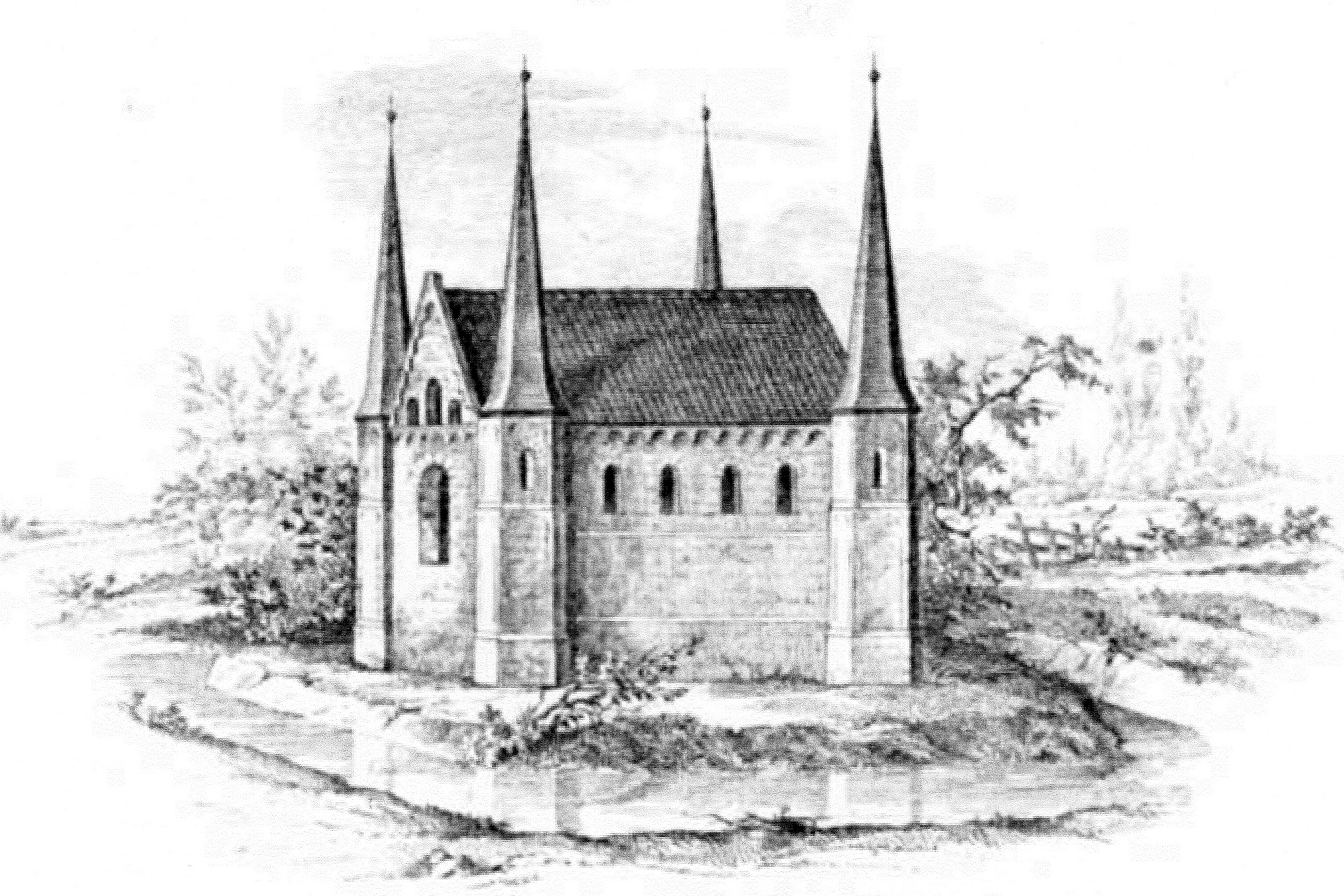
Herrenhaus Kletkamp im 15. oder 16. Jahrhundert

Das Gut Kletkamp liegt am Rand der holsteinischen Schweiz in einer tiefen, von Wasserläufen und Seen erfüllten Niederung. Das heutige Gutshaus steht an der Stelle einer mittelalterlichen Wasserburg, die seit 1253 den Rittern von Kletkamp gehörte. Bereits im 14. Jahrhundert gelangte das Gut in den Besitz des Zisterzienserklosters Reinfeld und von 1387 bis 1612 gehörte es als seither Adliges Gut den von Rantzau. 1612 ging es durch Heirat an die von Brockdorff über; bis heute sind die Grafen Brockdorff hier ansässig.
Im Zentrum des Gutes steht das Herrenhaus Kletkamp. Hierbei handelt es sich im Kern um einen Fachwerk-Renaissancebau aus Rantzauischer Zeit, der aber von den Brockdorff mit barocken und klassizistischen Bauelementen überformt und erweitert wurde. Bei Untersuchungen aus den 1970er Jahren wurden Deckenkonstruktionen freigelegt und das Holz dendrochronologisch untersucht, als Ergebnis wird das Erstellungsdatum des Kernbaus auf das Jahr 1547 datiert. Diesen Ergebnissen folgend ist es das älteste Herrenhaus in Schleswig-Holstein. Das Haus ist ein eigentümlicher Bau mit zwei ganz unterschiedlichen Fassaden.
Der ältere Kernbau zeigt sich zum Park hin als zweigeschossiger Walmdach-Backsteinbau mit einem im 19. Jahrhundert umgebauten Mittelrisalit mit drittem Stockwerk und hohem Dreiecksgiebel und macht einen eher bodenständigen Eindruck. Zur Hofseite hin wurde 1676 unter Cai Lorenz von Brockdorff ein stark vorspringender, weiß verputzter Mittelbau angefügt, der mit fünf Stockwerken in imponierender Höhe emporragt. Er fällt aus dem Rahmen holsteinischer Herrenhaustypen heraus und dürfte holländischen Vorbildern folgen.
Auf einer dreigeschossigen, fünfachsigen Vorderfront sitzt ein dreiachsiges viertes Obergeschoss, das mit seitlichen Volutengiebeln abschließt; auf dem Dach ragt darüber als fünftes Stockwerk ein Türmchen mit Laterne empor, das nach einem Brand 1952 inzwischen wieder rekonstruiert wurde. Das Innere ist geprägt von klassizistischen Umbauten des frühen 19. Jahrhunderts. Über der Stuckdecke des Speisesaals fand man bei Ausbesserungsarbeiten eine reich bemalte Holzbalkendecke aus dem Anfang des 17. Jahrhunderts, die in die Diele des Obergeschosses verlegt wurde.
Weiteres prägendes Gebäude ist das Torhaus aus dem Jahr 1775 mit reich ornamentiertem Mauerwerk und stark geschwungenen Abdeckungen, die mit kleinen Obelisken verziert sind. Es gehört neben den Torhäusern von Gut Quarnbek, Gut Testorf und Gut Hasselburg zu den schönsten des Landes.
Nachdem das Herrenhaus eine Zeitlang als Hotel genutzt wurde – die Familie Brockdorff bewohnte das Inspektorhaus vor dem Tor – ist es seit den 1990er Jahren von Grund auf saniert worden, da das im Wassergraben stehende Haus stark vom Schwamm befallen war. Heute bewohnt die Familie das Herrenhaus wieder selbst. Besichtigungen sind nach vorheriger Absprache möglich. Erwähnenswert ist auch die Grabkapelle des Grafen Cai Lorenz von Brockdorff (gestorben 1725) bei der Kirche in Kirchnüchel.

Galerie
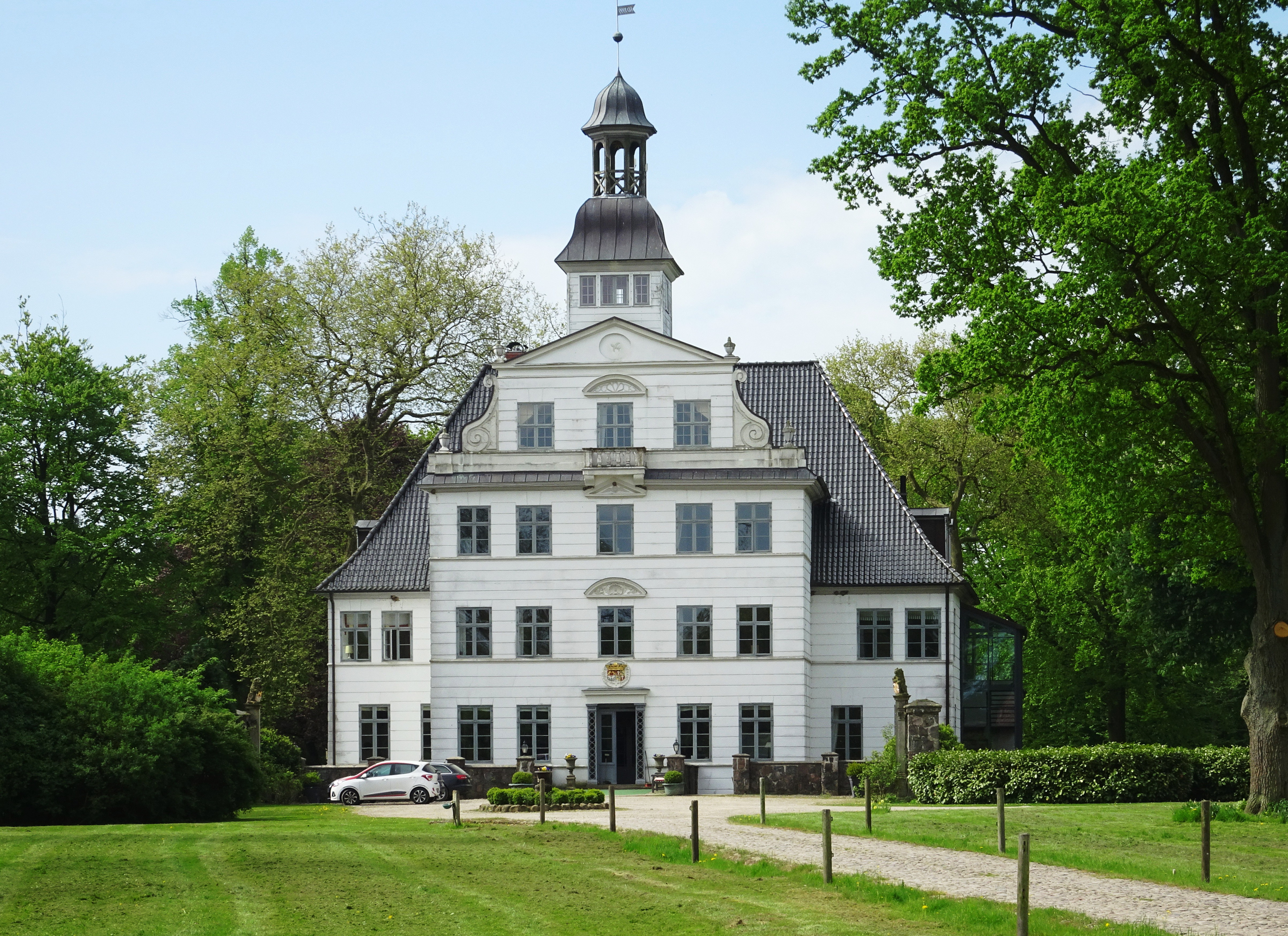
Eingangsfassade
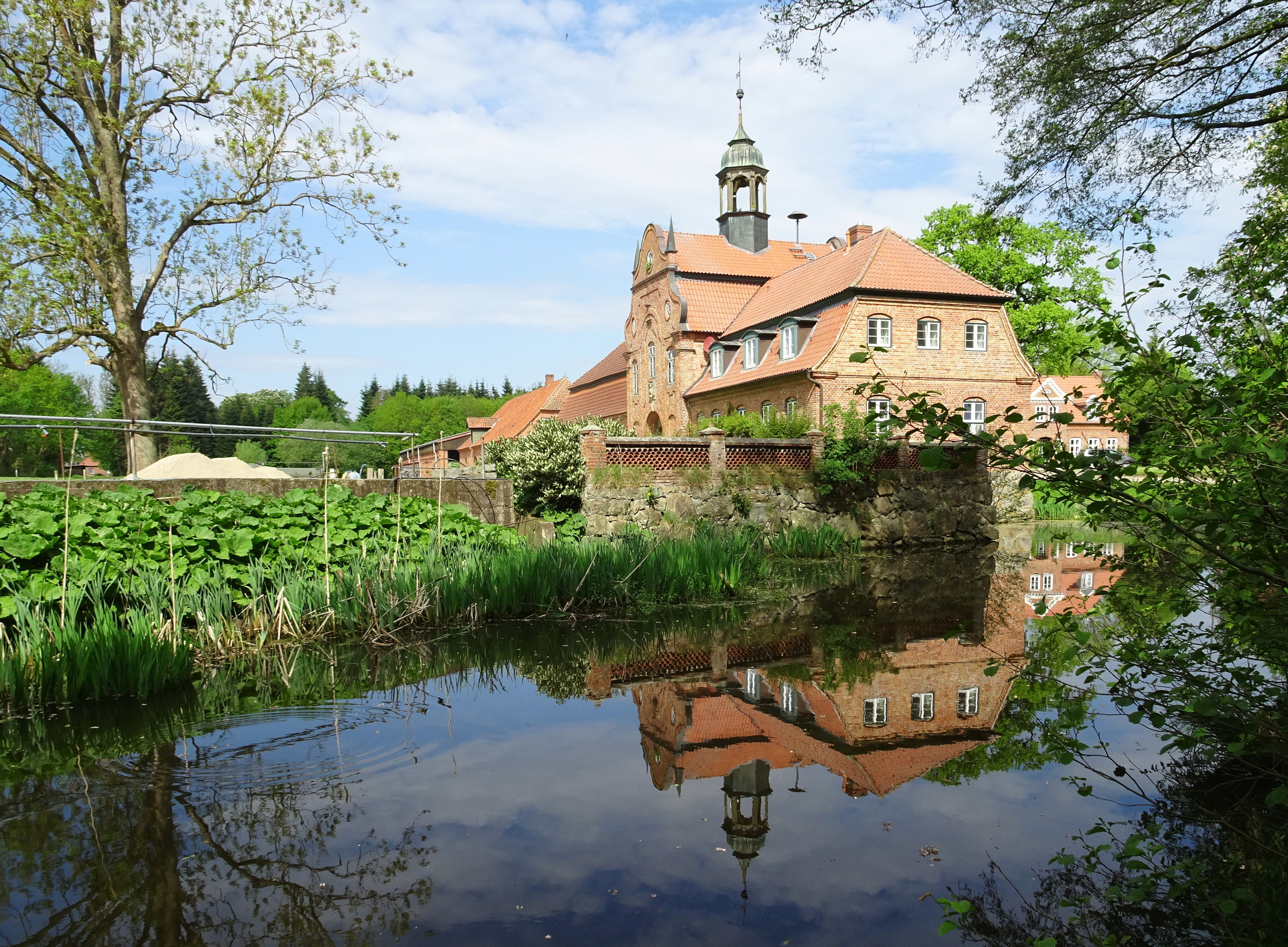
Torhaus
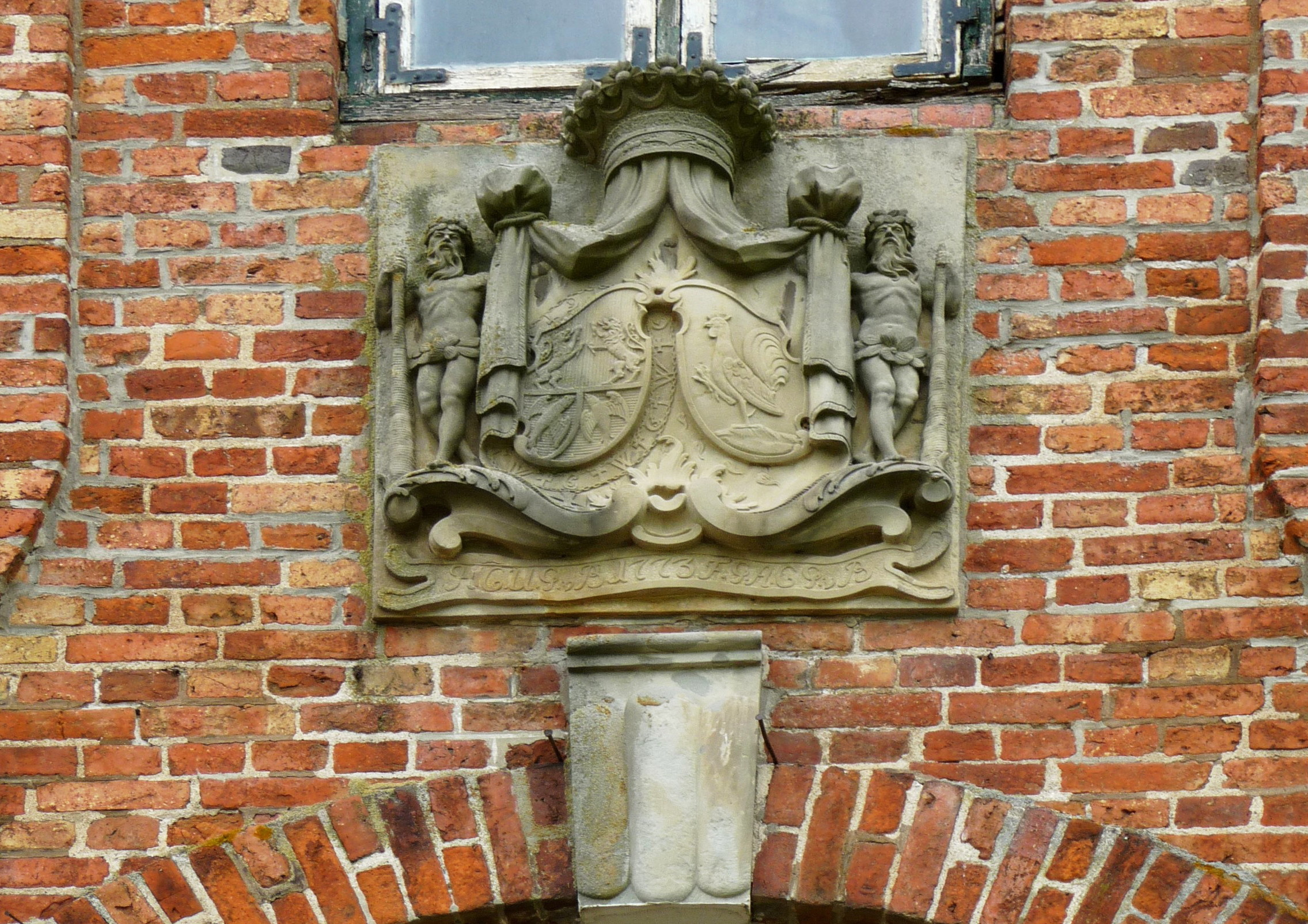
Wappen am Torhaus
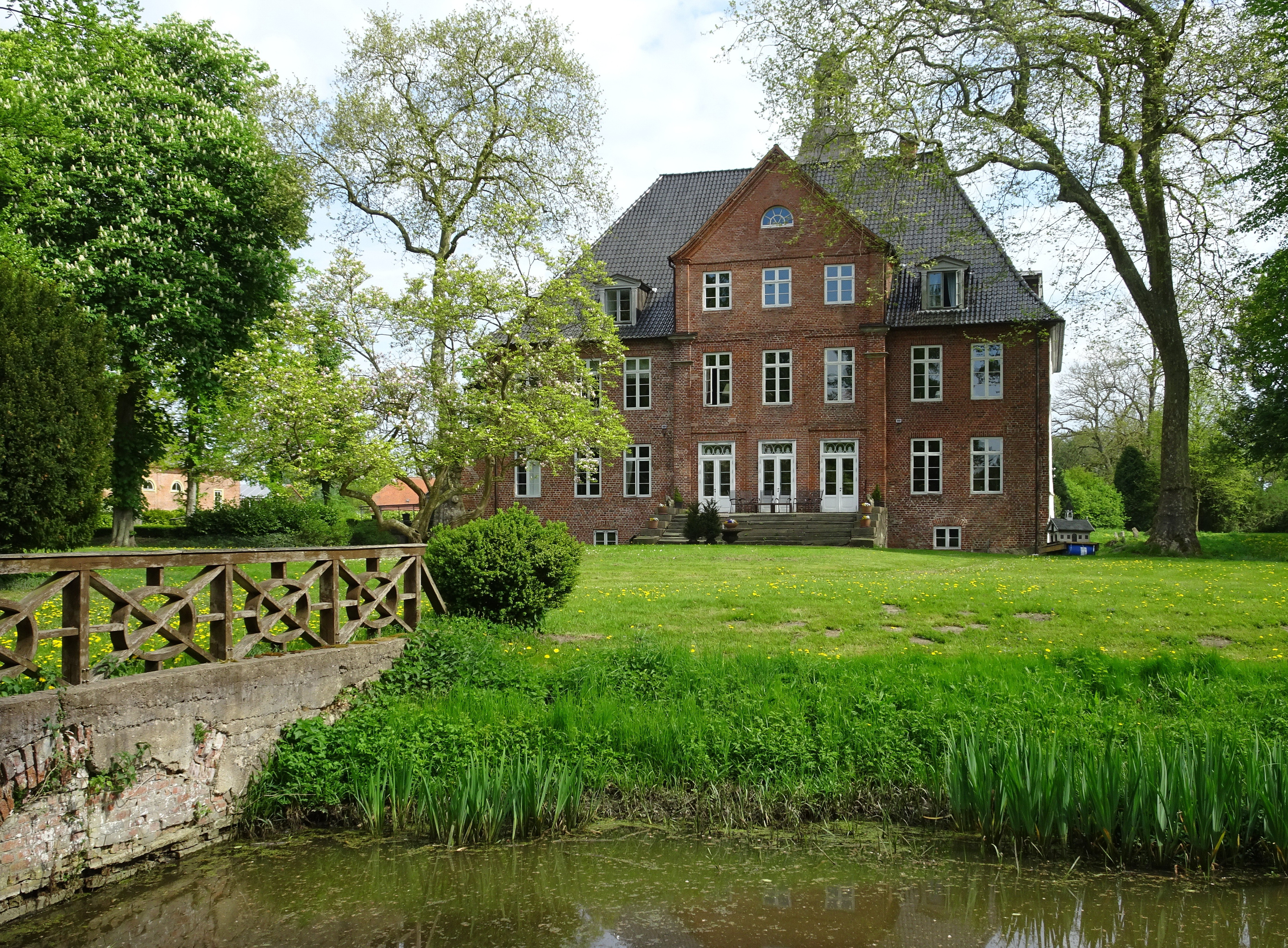
Parkfassade

### Gemeindevertretung
Bei der Kommunalwahl 2023 errang die Kommunale Wählergemeinschaft Kletkamp erneut alle sieben Sitze in der Gemeindevertretung. Die Wahlbeteiligung betrug 66,2 Prozent.

## Gut Großrolübbe
Das Gut mit Herrenhaus, Stallgebäuden, Remise und Wasch- und Backhaus steht unter Denkmalschutz. Es gehörte als Meierhof ursprünglich zum Gut Kletkamp, wurde aber in der zweiten Hälfte der 1920er Jahre verkauft. Der Unternehmer Walther Blohm erwarb es 1933. Durch die Heirat seiner Tochter Ina (* 1924) mit dem aus Mecklenburg geflüchteten Hans-Wilhelm von Meerheimb (1924–2014) 1948 verblieb das Gut aber in der entfernteren Verwandtschaft der Grafen von Brockdorff. Hier werden seit den 1970er Jahren die bekannten Gutshof-Eier produziert.

## Wirtschaft
Die Gemeinde ist überwiegend landwirtschaftlich geprägt, wobei die Teich- und Waldwirtschaft überwiegen. Ein Großteil der zumeist dem Gut Kletkamp zugehörigen Häuser dient als Ferien/Urlaubssitze wohlhabender Bürger aus entfernten deutschen Ballungsgebieten.
Die im Jahr 2006 errichtete Biogasanlage versorgt alle Häuser der Gemeinde mit Fernwärme.
Kletkamp hatte einen Bahnhof an der Bahnstrecke Malente-Gremsmühlen–Lütjenburg.

## Sehenswürdigkeiten
In der Liste der Kulturdenkmale in Kletkamp stehen die in der Denkmalliste des Landes Schleswig-Holstein eingetragenen Kulturdenkmale.

## Filmkulisse
Gut Kletkamp bildete die Kulisse als „Immenhof“ in der zweiten Staffel der bekannten Immenhof-Filme (u. a. „Die Zwillinge vom Immenhof“).